# Sōma (Klan)

Wappen der Sōma

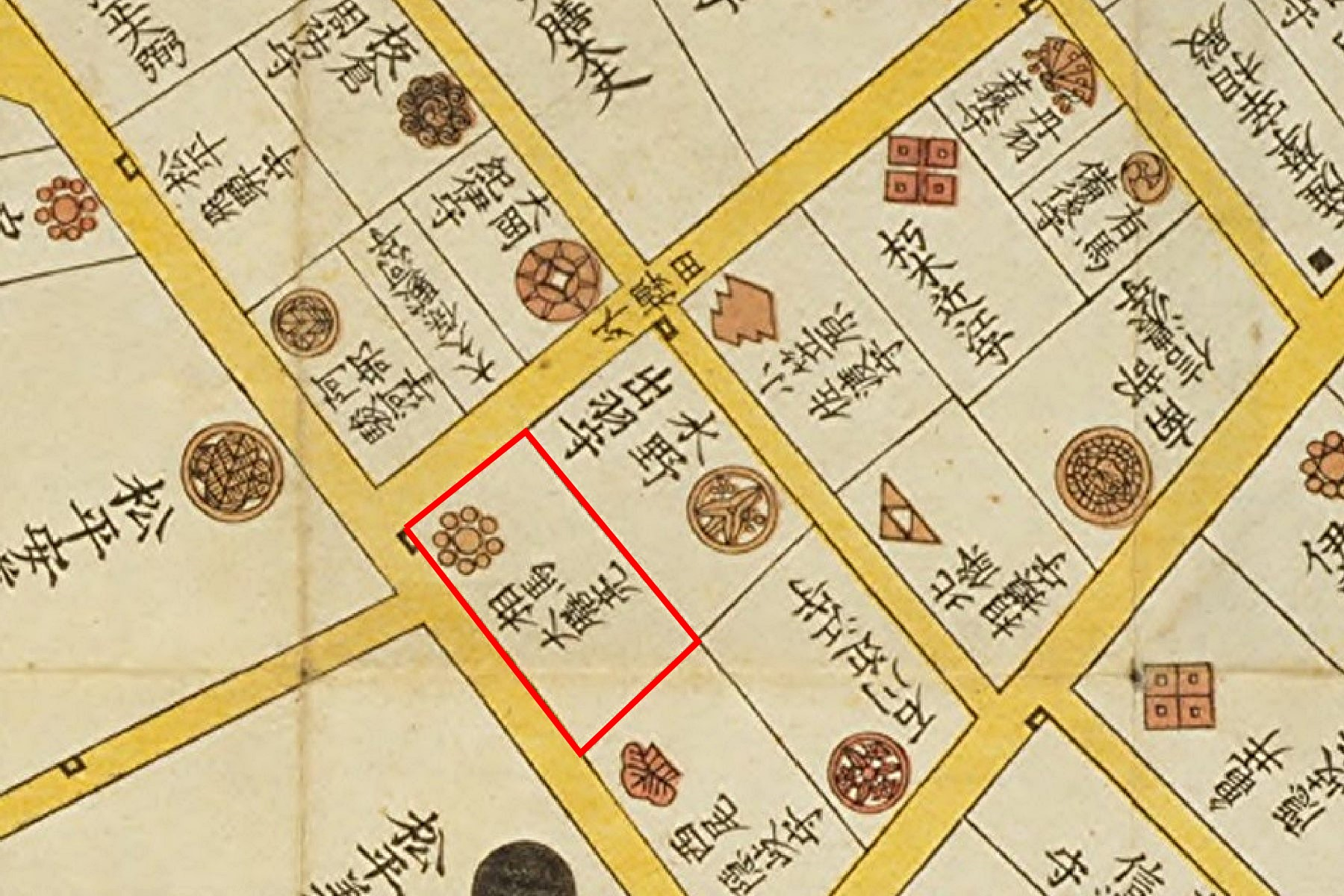
Sōma-Residenz in Edo

Die Sōma (japanisch 相馬氏, Sōma-shi)  waren eine Familie des japanischen Schwertadels (Buke), die sich von Taira no Masakado ableitete. Mit einem Einkommen von 60.000 Koku gehörten die in Sōma (Präfektur Fukushima) residierenden Sōma zu den größeren Tozama-Daimyō der Edo-Zeit.

## Genealogie
1611 erhielt Sōma Toshitane (相馬利胤; 1581–1625), von der Burg Kodaka kommend, die verfallene Burg Nakamura, die er wieder in Stand setzte und das Lehen Sōma-Nakamura begründeten. Die Familie residierte dort bis 1868. Ehrentitel Daizen no suke (大膳亮, „Vizedirektor der Großen Tafel“). Danach Vizegraf.
Das Sōma-Nomaoi-Fest (相馬野馬追祭, Sōma nomaoi matsuri), das als Wichtiges Kulturgut registriert ist, erinnert an die Zeit der Sōma.

## Weblink
- Sōma Nomaoi Fest